# Čechy (ort i Tjeckien)
Čechy är en ort i Tjeckien.   Den ligger i regionen Olomouc, i den östra delen av landet, 240 km öster om huvudstaden Prag. Čechy ligger 227 meter över havet och antalet invånare är 326.
Terrängen runt Čechy är platt. Runt Čechy är det ganska tätbefolkat, med 222 invånare per kvadratkilometer. Närmaste större samhälle är Přerov, 6,7 km väster om Čechy. Trakten runt Čechy består till största delen av jordbruksmark.